# Smarhon'
Smarhon' (in bielorusso Смарго́нь?) è un comune della Bielorussia, situato nella regione di Hrodna.